# فينولات الصوديوم
فينولات الصوديوم (أو فينوكسيد الصوديوم) هو ملح الصوديوم للفينول.

## التحضير
يحضر فينولات الصوديوم من تفاعل الفينول مع هيدروكسيد الصوديوم.

## الاستخدامات
يستخدم مركب فينولات الصوديوم من أجل تحضير حمض الساليسيليك عن طريق تفاعل كولبة-شميت. يجري التفاعل بتسخين المركب تحت الضغط بوجود غاز ثنائي أكسيد الكربون فينتج لدينا مركب ساليسيلات الصوديوم، الذي يعالج بحمض الكبريتيك